# Procryptocerus clathratus
Procryptocerus clathratus är en myrart som beskrevs av Carlo Emery 1896. Procryptocerus clathratus ingår i släktet Procryptocerus och familjen myror. Inga underarter finns listade i Catalogue of Life.